# Tonho Dionorina
Tonho Dionorina, como é conhecido Antonio Evaldo Barboza Machado (Jussari, 15 de dezembro de 1952), é um professor, cantor, compositor e violonista brasileiro radicado em Feira de Santana, expoente do reggae na Bahia e "um dos grandes mestres do reggae nacional" no dizer do professor Danilo Cruz.
Assim como outros artistas expoentes do reggae baiano, Dionorina retrata a diáspora africana, e busca encontrar elementos que unem o continente das origens ancestrais com os países que os receberam e, ainda, "uma ligação entre a Bahia, a Jamaica e a África porque nos três lugares existe uma grande parte da população negra e se produz cultura negra. Ele compara seu próprio bairro (a Rua Nova em Feira de Santana, cidade próxima a Salvador), que ele chama de 'gueto negro', a esses outros 'lugares negros' no mundo: 'Um gueto em Angola, e um gueto na Bahia têm quase os mesmos costumes, os mesmos hábitos, são casas semelhantes, homens negros e mulheres negras semelhantes. (…) Na minha cidade baiana tem momentos e lugares semelhantes à Jamaica". É considerado "um dos ícones do reggae" brasileiro.

### Biografia
Cresceu na cidade de Feira de Santana, para onde se mudou aos dez meses de idade; a música era presença familiar: seu avô Cirilo José Santiago, compositor e instrumentista, era o regente da filarmônica em Feira; o tio Carlos Santiago (cantor em rádios e auditório) foi quem lhe deu as primeiras aulas de violão e o levava a se apresentar nas emissoras de rádio locais; ainda em Feira recebeu o apelido: Tonho "de Honorina", referência à mãe.
Mais tarde passou a se apresentar em shows e casas noturnas, inicialmente na capital baiana e a seguir no Rio de Janeiro; de volta à Bahia em 1974, decide completar sua formação erudita, tornando-se solista pela Universidade Federal da Paraíba (1977), depois de graduar-se pela Universidade Estadual de Feira de Santana em Teoria Musical e Percepção Artística.
Na cidade de Feira passa a compor jingles e temas e trilhas musicais, como os realizados para a TV Subaé (retransmissora local da rede Globo), em filmes como "Cenas do Rio" de Leon Kassid, ou "Rádio GoGo", em várias peças teatrais e para o grupo de balé Eart-Ba, vencendo duplamente o Troféu Caymmi de 1993 com o show "Música das Ruas" e a canção "Porrada de Polícia", que lhe permitiram a gravação do primeiro CD.
Dionorina participou de vários projetos musicais no país, além de apresentações internacionais, e foi professor de violão para crianças em Feira de Santana durante treze anos. Em abril de 2020, em face da pandemia de Covid-19, esteve à frente junto a outros artistas e com apoio de várias entidades, de manifesto junto ao prefeito de Feira para o apoio emergencial à classe artística, bem antes do advento da Lei Aldir Blanc.
Na análise de Danilo Cruz, Dionorina é "dono de um timbre vocal delicioso e de uma força de composição muito ampla", e seu disco de estreia "Música das Ruas" traz composições marcantes como "Porrada de Polícia" e a música que dá título ao disco, além de uma regravação de Nego Dito de Itamar Assumpção que revela a "sua potência como intérprete".

### Discografia
Dionorina traz versos de impacto, como os que dizem, na música-título de seu primeiro álbum:  “música das ruas, lamento dos guetos, sou a verdade, alma nua, sou reggae a fúria dos ventos”, "um clássico imortal". Seus discos são:
- Música das Ruas (1994)
- Dionorina: Nu (2011)
- Festival de Reggae: Tributo a Bob Marley (Ao vivo)
- Reggae por Nós